# Chó Schillerstövare
Chó Schillerstövare, tạm dịch là Chó săn Schiller, là một giống chó thuộc loại chó săn mùi, có nguồn gốc và vai trò là một giống chó săn ở Thụy Điển vào cuối thế kỷ XIX.

## Lịch sử
Chó Schillerstövare có nguồn gốc ở miền nam nước Đức như là một giống chó tạp chủng, là giống lai của chó săn Thụy Sĩ và Chó Harrier và được đặt tên theo một nông dân Thụy Điển, Per Schiller (1858–1892), người đã cho trình diễn giống chó này lần đầu tiên tại Thụy Điển vào năm 1886. Câu lạc bộ Chăm sóc Chó Thụy Điển công nhận giống này vào năm 1907. Nó được tổ chức Fédération Cynologique quốc tế công nhận là giống chó thứ 131. Giống chó này vẫn được sử dụng làm chó săn và được Liên hiệp Các Câu lạc bộ Chăm sóc Chó công nhận ở Hoa Kỳ năm 2006. Giống này cũng được một số cơ quan đăng ký nhỏ, các câu lạc bộ săn bắn và các cơ quan đăng ký chó trên Internet công nhận.

### Kích thước
Schillerstövare là loài chó săn có kích thước trung bình lớn để săn cáo và thỏ, với chiều cao nằm trong khoảng từ 53 đến 61 cm (21 đến 24 in) tại các bả vai và nặng từ 18 đến 25 kg (khoảng từ 40 đến 55 lb).

## Sức khỏe và tính khí
Không có bệnh bất thường được tuyên bố của về sức khỏe đã được ghi nhận cho giống chó này. Các tiêu chuẩn giống mô tả tính khí lý tưởng của giống chó này là sống động và chu đáo.